# Diocesi di Tignica
La diocesi di Tignica (in latino Dioecesis Thignicensis) è una sede soppressa e sede titolare della Chiesa cattolica.

## Storia
Tignica, identificabile con le rovine di Aïn-Tounga a 15 km. circa dalla città di Testour (governatorato di Béja) nell'odierna Tunisia, è un'antica sede episcopale della provincia romana dell'Africa Proconsolare, suffraganea dell'arcidiocesi di Cartagine.
Sono solo due i vescovi documentati di Tignica. Alla conferenza di Cartagine del 411, che vide riuniti assieme i vescovi cattolici e donatisti dell'Africa romana, presero parte il cattolico Aufidio e il donatista Giuliano.
L'antica basilica civile romana fu adattata a basilica cristiana, e poi divisa in due per accogliere le due comunità in cui era divisa la cristianità africana, ossia la comunità cattolica e quella donatista.
Dal XX secolo Tignica è annoverata tra le sedi vescovili titolari della Chiesa cattolica; dal 17 gennaio 1998 il vescovo titolare è Anastácio Cahango, già vescovo ausiliare di Luanda.

## Cronotassi

### Vescovi
- Aufidio † (menzionato nel 411)
  - Giuliano † (menzionato nel 411) (vescovo donatista)

### Vescovi titolari
- Armengol Coll y Armengol, C.M.F. † (10 maggio 1904 - 21 aprile 1918 deceduto)
- Auguste Declercq, C.I.C.M. † (24 agosto 1918 - 28 novembre 1939 deceduto)
- Patrick Joseph Kelly, S.M.A. † (11 dicembre 1939 - 18 aprile 1950 nominato vescovo di Benin City)
- Raffaele Angelo Palazzi, O.F.M. † (1º febbraio 1951 - 18 ottobre 1961 deceduto)
- James Joseph Komba † (22 dicembre 1961 - 6 febbraio 1969 nominato vescovo di Songea)
- John Steven Satterthwaite † (6 marzo 1969 - 1º settembre 1971 succeduto vescovo di Lismore)
- Francis Folorunsho Clement Alonge (17 dicembre 1973 - 31 maggio 1976 nominato vescovo di Ondo)
- Wilhelm Wöste † (6 novembre 1976 - 15 settembre 1993 deceduto)
- Anastácio Cahango, O.F.M.Cap., dal 17 gennaio 1998